# Оріхова (притока Севастянівки)
Оріхова — річка в Україні у Горлівському й Шахтарському районах Донецької області. Ліва притока річки Севастянівки (басейн Азовського моря).

## Опис
Довжина річки 15 км, похил річки 13 м/км, площа басейну водозбору 55,8 км², найкоротша відстань між витоком і гирлом — 12,00  км, коефіцієнт звивистості річки — 1,25. Формується багатьма балками та загатами.

## Розташування
Бере початок на північно-західній околиці міста Сніжне. Тече переважно на південний захід через село Мануйлівку і впадає у річку Севастянівку, ліву притоку річки Кринки.

## Цікаві факти
- У місті Сніжне річку перетинає автошлях Н21[4] (автомобільний шлях національного значення на території України, Старобільськ — Луганськ — Хрустальний — Макіївка — Донецьк. Проходить територією Луганської та Донецької областей.).
- У XX столітті на річці існували водокачки, непрацюючі шахти, терикони, птахо-тваринна ферма (ПТФ) та декілька газових свердловин[2].